# ミュンヘン (映画)
『ミュンヘン』（Munich）は、2005年12月公開のアメリカ映画。スティーヴン・スピルバーグ製作、監督のサスペンス・スパイ映画。

## 概要
映画は1972年に起きたミュンヘンオリンピック事件と、その後のイスラエル諜報特務庁（モサド）による黒い九月に対する報復作戦を描く。
ジョージ・ジョナスによるノンフィクション小説『標的（ターゲット）は11人 モサド暗殺チームの記録』を原作とし、トニー・クシュナーとエリック・ロスが脚本を担当した。『シンドラーのリスト』、『プライベート・ライアン』に続くリアルなグロテスク描写のある作品であり、日本における公開ではPG-12指定を受けた。
この映画に登場する、アヴナー率いる暗殺チームは実在した集団であるとされ、一部創作しているが、この映画の大体の様に「黒い九月」の幹部達を次々と殺害したと言う（なお、アヴナーら当事者は全て仮名である）。現在アヴナーは名前を変えてアメリカで暮らしている。しかし、モサドの元高官らはアヴナーの証言を否定している。

## ストーリー
1972年9月5日、ミュンヘンオリンピックの開催中、パレスチナの過激派組織「黒い九月」のメンバー8名が、オリンピック村のイスラエル選手団宿舎に武装して侵入、抵抗した選手ら2人を殺害し、残る9人を人質に取る。彼らはイスラエルに収監されているパレスチナ人テロリストの解放を要求した。
解決は西ドイツ警察に任されることになったが、ミュンヘン空港でのテロリストとの銃撃戦の結果、ヘリコプターに乗ったイスラエル選手団9名が殺害され、人質11人全員が死亡という最悪の結果に終わってしまう。
この事件に対し、イスラエル政府は報復を決意。テロの首謀者とされる11名のパレスチナ人の暗殺を計画する。首相ゴルダ・メイア臨席のもと、アヴナーは実行部隊のリーダーとして、モサド上官エフライムから「神の怒り作戦」の説明を受ける。実行部隊のメンバーは、南アフリカ出身の自動車のスペシャリスト・スティーヴ、爆弾製造を担当するロバート、現場の「掃除」係である年長者のカール、文書偽造の専門家のハンスである。暗殺のターゲットの多くは、ヨーロッパで活動するパレスチナ解放機構(PLO)の幹部や協力者であり、イスラエル政府とは関係ないがごとき行動が強く要求された。彼らはフランス人のルイという情報屋に接触、情報を得て作戦を進めてゆく。
第一の作戦の標的は、アラファト議長のいとこで、ローマで翻訳家として活動しているワエル・ズワイテルだった。待ち伏せし小口径の拳銃で射殺する。第二の作戦の標的は、PLOパリ代表部幹部のハムシャリで、電話に仕掛けた爆弾での殺害を計画、ハムシャリの娘を誤爆しそうになるものの、殺害に成功する。第三の作戦の舞台は、キプロスのホテルで実行され、滞在しているPLO幹部フセイン・アル＝シールの部屋のベッドに爆弾を仕掛けるが、爆薬の量が多過ぎ、無関係の宿泊客も巻き込んでしまう。第四の作戦は、レバノンのベイルートで行われ、PLOと黒い九月のメンバーが宿泊していたアパートをイスラエル軍の部隊とともに襲撃。PLOのスポークスマンであったカマル・ナセルも含め標的3人は殺害される。
第五の作戦は、ギリシャのアテネで行われた。あらかじめ手配されていた宿の一室で、アヴナーのチームはPLOメンバーと名乗る男と出くわし、ETAのテロリストを装うものの、パレスチナ人としての立場、すなわちイスラエル勢力に母国を奪われてきた境遇を直に聞くこととなる。アテネでの作戦では、標的抹殺には成功するものの、現場にいたソ連のKGBエージェントも銃撃してしまう。
次の標的は、ミュンヘン・オリンピック事件の最大の黒幕とされる「サラメ」であった。彼をロンドンで発見するものの、作戦着手寸前で酔っ払いに妨害される。ルイの情報では、アメリカのCIAの関係者が、サラメと裏取引をしており、作戦を妨害している可能性があった。そんな中、アヴナー達のチームもカールとロバートが暗殺されるなど一人、また一人と暗殺されてゆき、ルイからも作戦の中断を働きかけられるなど、彼らは次第に追いつめられていく。

## キャスト
※括弧内は日本語吹替
- アヴナー - エリック・バナ（森川智之）
- スティーヴ - ダニエル・クレイグ（土田大）
- ロバート - マチュー・カソヴィッツ（村治学）
- カール - キアラン・ハインズ（水野龍司）
- ハンス - ハンス・ツィッシュラー（坂口芳貞）
- エフライム - ジェフリー・ラッシュ（佐々木梅治）
- トニー - イヴァン・アタル（大川透）
- アヴナーの母 - ギラ・アルマゴール（玉井碧）
- ダフナ - アイェレット・ゾラー（岡寛恵）
- パパ - マイケル・ロンズデール（仲野裕）
- ルイ - マチュー・アマルリック（藤原啓治）
- アンドレアス - モーリッツ・ブライプトロイ（高瀬右光）
- シルヴィー - ヴァレリア・ブルーニ・テデスキ
- ジャネット - マリ＝ジョゼ・クローズ（田中敦子）
- イヴォンヌ - メレット・ベッカー（MAI）
- ツヴィ・ザミール将軍 - アミ・ワインバーグ（佐々木勝彦）
- ゴルダ・メイア首相 - リン・コーエン（英語版）[4]（京田尚子）
- ワエル・ズワイテル - マクラム・コーリー
- マフムッド・ハムシャリ - イーガル・ナオール（辻親八）
- フセイン・アル＝シール - モステファ・ジャジャム（宝亀克寿）
- エフード・バラック - ジョナサン・ローゼン
- アリ・ハッサン・サラメ - メーディ・ネブー

## 評価と批判
この映画公開にあたり、テロ犠牲者の遺族は「悲劇を伝える良作」と歓迎する一方、当時のイスラエル諜報特務庁（モサド）関係者からは「事実と違う」などの批判が続出した。当時のモサド長官ツヴィ・ザミールは地元紙ハアレツのインタビューで「ゲリラ暗殺は報復ではなく、次のテロ発生を防ぐ目的だった」と発言した。
ラストシーンに2001年の米同時テロで崩壊した世界貿易センタービルがCGで再現され挿入されていることも議論を呼び、「同時テロとイスラエルを混同するな」と批判され、モサッドの元要員らからの投書も相次ぐなど物議を醸した。
報復を行うモサドのメンバーを主人公として描いていることから、パレスチナ側からすれば、一方的に作られた映画ともいえる。しかし復讐の標的とされているパレスチナ人物は、イスラエルのパレスチナに対する姿勢を劇中で批判する等、必ずしもイスラエル寄りの目線では描かれていない。
『シンドラーのリスト』でイスラエル寄りとされてきたスピルバーグだが、今作では逆にパレスチナ・テロリストとイスラエルを共に批判する様な描き方をしているため、双方から批判を受けた。特にイスラエルから「反イスラエル的」の非難を浴びた。スピルバーグ作品でもっとも物議をかもした問題作となっている。スピルバーグ自身は、「自分はイスラエルに味方するわけでも敵対するわけでもなく、暗殺に手を染めていくことで精神的に病んでいく主人公達の苦悩を描きたかった」と語っている。
第78回アカデミー賞では、作品賞、監督賞、脚色賞、編集賞、作曲賞にノミネートされたが、いずれも受賞は逃している。

## トリビア
- ミュンヘンオリンピック事件で犠牲となったモシェ・ワインバーグ（テロリストに抵抗し銃で頬を撃ち抜かれ鮮血を吹き出すレスリングのコーチ）を実の息子であるグリ・ワインバーグが演じている。
- ベイルートに黒い九月、PLOの幹部らが宿泊するアパートを襲撃するシーンで、イスラエル軍の中に“バラク”と名乗る女装した男がいるが、彼は後のイスラエル首相となるエフード・バラックである。彼も実際、ベイルートの襲撃作戦の指揮を任され、女装して幹部達のアパートに突入した。